# Hemitrichapion waltoni
Hemitrichapion waltoni – gatunek chrząszcza z rodziny pędrusiowatych i podrodziny Apioninae. Zamieszkuje Europę. Żeruje na bobowatych.

## Taksonomia
Gatunek ten opisany został po raz pierwszy w 1839 roku przez Jamesa Francisa Stephensa pod nazwą Apion waltoni. W 1990 roku wyznaczony został przez Miguela Á. Alonsa-Zarazagę gatunkiem typowym nowego podrodzaju Tinocyba w obrębie rodzaju Hemitrichapion.

## Morfologia
Chrząszcz o ciele długości od 1,9 do 2,3 mm. Ubarwienie ma czarne z niebieskimi lub niebieskozielonymi pokrywami oraz z lekko niebiesko połyskującymi przedpleczem i głową. Wierzch ciała wskutek matowego szagrynowania i gęstawego owłosienia robi wrażenie jedwabiście połyskującego. Owłosienie nie tworzy wyraźnych zagęszczeń na głowie, przednich biodrach ani śródpiersiu.
Głowa ma ciemię bardzo gęsto pokryte punktami drobniejszymi niż u podobnego H. reflexum. Ryjek jest smukły, u samca dłuższy od przedplecza, a u samicy nie krótszy niż głowa i przedplecze razem wzięte.
Przedplecze ma powierzchnię bardzo gęsto pokrytą punktami drobniejszymi niż u H. reflexum, w tyle zaopatrzoną w delikatnie zaznaczony, rowkowaty dołek przedtarczkowy. Na przedniej krawędzi przedplecza wyrasta palisada z gęsto rozmieszczonych i ku przodowi sterczących włosków. Podługowato-owalne, najszersze w połowie pokrywy mają wykształcone barki oraz dwukrotnie szersze od rzędów międzyrzędy. Włoski na pokrywach nie są dłuższe od szerokości międzyrzędów.

## Ekologia i występowanie
Owad ten zasiedla ciepłe stanowiska, najchętniej mające wapienne lub gipsowe podłoże. Jest wąsko oligofagicznym fitofagiem bobowatych – stwierdzono jego żerowanie tylko na koniklecy czubatej oraz sparcecie siewnej.
Gatunek palearktyczny, europejski, znany z Hiszpanii, Wielkiej Brytanii, Francji, Niemiec, Szwajcarii, Austrii, Włoch, Słowacji, Węgier i Chorwacji.